# Renault 12
O Renault 12 é um automóvel do segmento D introduzido pela fabricante francesa Renault no Salão do Automóvel de Paris em outubro de 1969 e produzido na França até 1980. Disponível como sedã (Berline) e perua (Break), também foi produzido sob licença em muitos países ao redor do mundo até o início do século XXI.
A montadora romena Dacia adquiriu o ferramental e os desenhos do modelo para produzir sua versão, o Dacia 1300. Esse modelo foi produzido entre 1966 e 1983 com algumas melhorias estéticas.
No Brasil, uma versão do Renault 12 foi vendido como Ford Corcel e mais tarde como Ford Del Rey, quando a Ford Brasil adquiriu a fabrica e os direitos para fabricar o carro da Willys Overland, que em parceria com a Renault, estava desenvolvendo o projecto do carro. O Corcel foi, de facto, lançado no Brasil em 1968, antes do Renault 12 ser lançado em França.
Comercialmente, o Renault 12 foi um carro de sucesso, vendendo 2,5 milhões de unidades.

## Projeto
Em janeiro de 1964, o Centro de Estilo começou o design do modelo 117. Este era um novo modelo para preencher a lacuna entre o Renault 8 e o Renault 16. As demandas para o Projeto 117 eram:
"O carro tinha que ser econômico, não muito sofisticado. Tinha que ter um interior espaçoso, um porta-malas grande e um motor pequeno seria o suficiente. O carro tinha que ser fácil de produzir, para que pudesse ser feito em todo o mundo. Tinha que ser confiável para os mercados de exportação e confortável o suficiente para a França. Deveria ser utilizável como base para múltiplas variações."

### Carroceria
O design do Renault 12 remonta à gênese do Renault 16; de fato, alguns designs de conceito iniciais do R16 se assemelham mais ao R12 do que ao design final do R16. No entanto, o R12 era tecnicamente bem diferente do R16 ou do menor Renault 4. Como todos os novos Renaults da época (e em comum, agora, com mais de 60% dos carros produzidos na França), o carro tinha tração dianteira, mas o R12 tinha um layout muito diferente dos modelos de tração dianteira existentes da Renault. O motor era colocado longitudinalmente à frente das rodas dianteiras, enquanto estava atrás das rodas no R4 e R16.
Na época de seu lançamento em outubro de 1969 no Salão do Automóvel de Paris, o Renault 12 estava disponível apenas como um sedã de 4 portas, nas especificações L e TL. O TL, mais caro, tinha dois bancos dianteiros reclináveis separados em vez de um banco dianteiro inteiriço, apoios de braço nas portas, luzes no porta-malas e no porta-luvas, desembaçador de vidro traseiro e luzes de advertência extras.

### Motor
Teria sido uma questão simples instalar o motor leve do Renault 16 no Renault 12, e isso foi feito mais tarde para algumas versões de ponta. No entanto, a Renault construiu com sucesso sua participação no mercado europeu desde 1945, competindo agressivamente em preço. Na disputada categoria de 1300 cc, coube ao novo Peugeot 304 atrair clientes dispostos a pagar um preço premium, enquanto para o Renault 12, no lançamento, o bloco de alumínio do Renault 16 foi rejeitado por questões de custo. Em vez disso, a Renault especificou uma versão ampliada da unidade de ferro Cléon, usada desde 1962 no Renault 8/10. O tamanho do motor foi aumentado para 1289 cc para uso no 12. A potência listada era de 60 PS SAE, o que proporcionava uma velocidade máxima respeitável de 145 km/h.
A nova versão do motor de cinco mancais inicialmente instalado no Renault 12 manteve as camisas de cilindro removíveis que a Renault havia favorecido por muito tempo. Ela rejeitou as dimensões de cilindro "oversquare" que se tornaram moda em algumas montadoras europeias durante a década de 1960. Muitos componentes, como a bomba de óleo e o distribuidor, permaneceram inalterados, enquanto outros, incluindo o cabeçote do cilindro, a engrenagem da válvula e o próprio bloco do motor foram apenas minimamente atualizados. Os únicos elementos completamente retrabalhados foram as camisas de cilindro, as bielas, os próprios pistões e o virabrequim. Na versão de 1962 do motor, os cilindros foram espaçados de forma desigual em dois grupos de dois, mas nesta nova aplicação eles eram equidistantes para permitir que o diâmetro do cilindro, aqui aumentado para 73 mm, fosse combinado com espaço para que o líquido de arrefecimento suficiente circulasse ao redor dos cilindros.
A colocação longitudinal do motor, a maior parte de sua massa posicionada à frente das rodas dianteiras, permitiu que o R12 tivesse um design muito simples do seletor de marchas que era colocado no assoalho do carro, e não no painel como no R4 ou na coluna de direção como no R16. Nos primeiros carros, a alavanca para operar o freio de mão era colocada sob o painel. O freio de mão foi posteriormente realocado para uma posição entre os dois bancos dianteiros.

### Suspensão
A suspensão do R12 também diferia daquela do R4 e R16, usando um eixo traseiro rígido (mas leve) em oposição à suspensão independente nas quatro rodas. O uso de um eixo traseiro rígido de um fabricante que havia defendido a suspensão independente completa por vinte e cinco anos foi visto por muitos comentaristas como um passo retrógrado.

## Desenvolvimentos posteriores

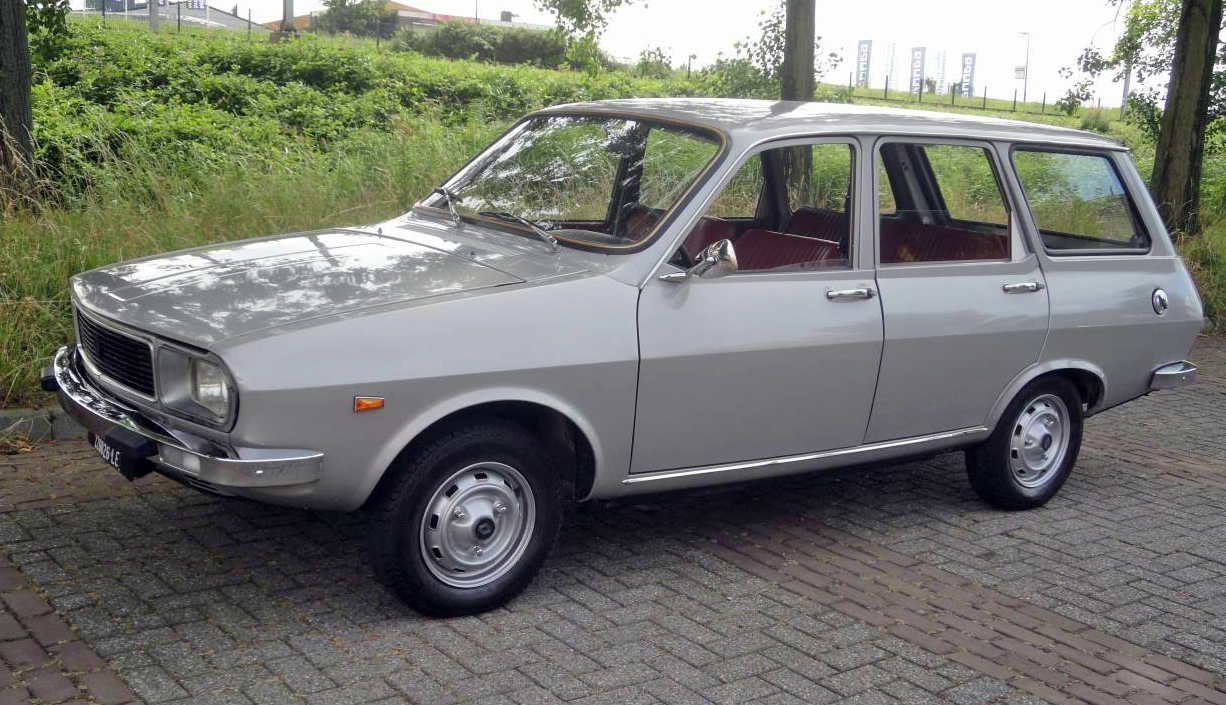
Break, reestilização pós 1975

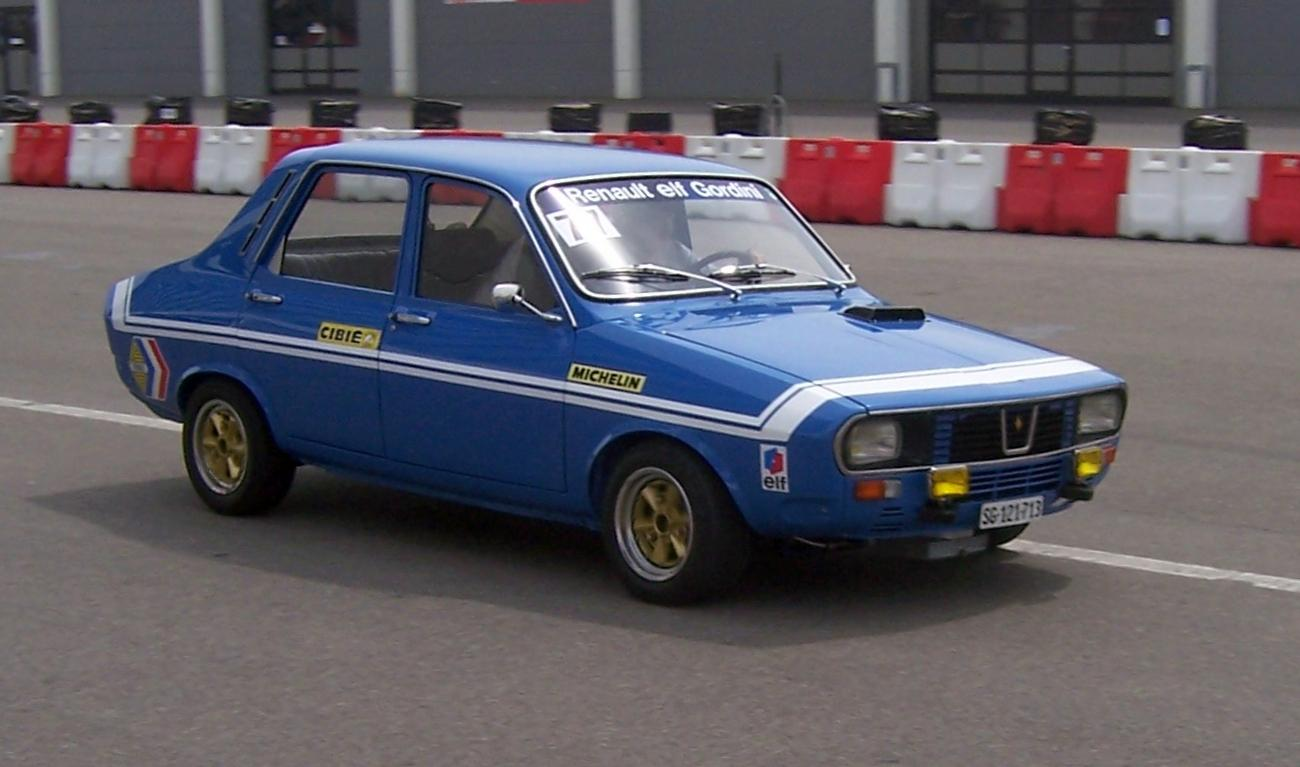
O Renault 12 Gordini.

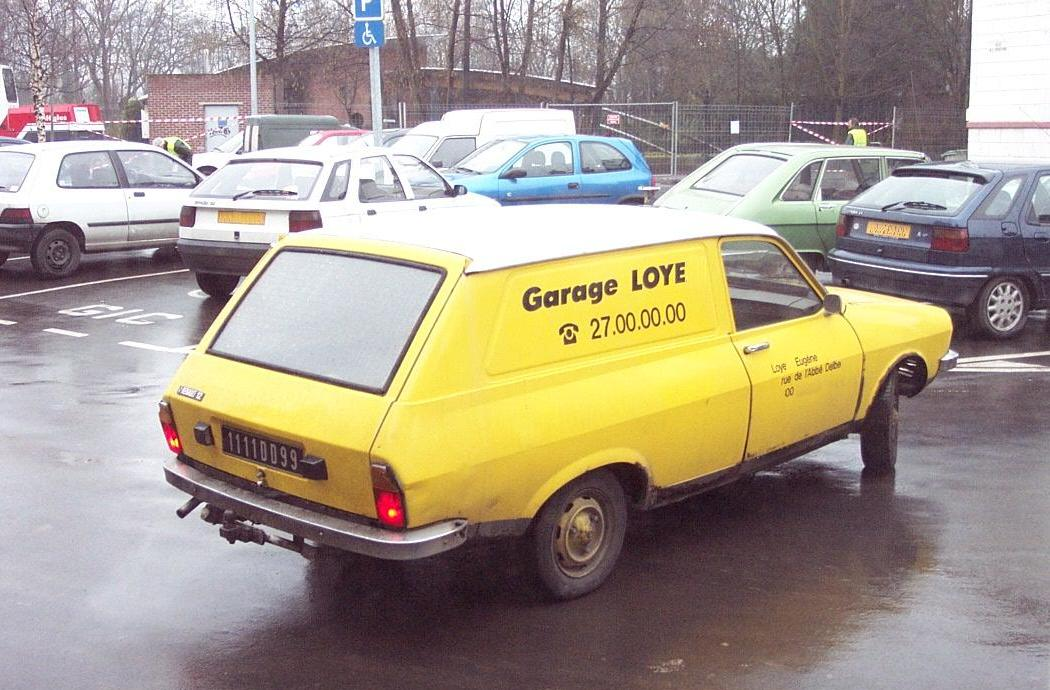
Versão "Service" (furgão)

Em 1970, duas novas variantes foram introduzidas. A perua foi lançada com os mesmos níveis de acabamento e motores do sedã e um modelo Renault 12 Gordini de alto desempenho foi introduzido equipado com o bloco de 1565 cc todo em alumínio do R16 TS equipado com dois carburadores Weber de corpo duplo produzindo 125 PS, um virabrequim reforçado, uma caixa de câmbio de cinco marchas, freios a disco ventilados nas rodas dianteiras e freios a disco normais nas rodas traseiras, bem como uma suspensão ajustada. O Gordini foi capaz de atingir 185 km/h e foi vendido com esquemas de pintura compreendendo uma cor pastel sólida (havia vários para escolher) com listras brancas duplas adicionadas, a combinação mais famosa sendo o azul francês com listras. 2225 Renault 12 Gordinis foram vendidos em 1971, mas depois disso, as vendas começaram a cair livremente. A Renault interrompeu a produção do Gordini em 1974, após 5.188 unidades vendidas (comparado a 11.607 Renault 8 Gordinis).
Em outubro de 1972, o R12 TS mais sofisticado foi introduzido. Ele usava o mesmo motor de 1289 cc dos outros R12s, mas era equipado com um carburador Weber de cilindro duplo e único, que aumentava a potência para 64 PS e elevava a velocidade máxima para 150 km/h. Esteticamente, o carro se distinguia dos outros R12s por suas rodas especiais estilo Gordini, uma faixa cromada ao longo da lateral do carro e, em alguns países, dois faróis extras. O TS também apresentava encostos de cabeça integrados, um tacômetro e um medidor de temperatura do fluido de arrefecimento. Outubro de 1972 também foi quando a alavanca do freio de mão foi realocada de uma posição à frente do motorista para um local montado no chão entre os bancos dianteiros. Isso se tornou possível porque agora, mesmo na versão básica "L" do carro, após o banco dianteiro inteiriço ser substituído por dois bancos individuais.
Em outubro de 1973, no Salão do Automóvel de Paris, o R12 TR apareceu. Este modelo se encaixava entre o TL e o TS, e tinha câmbio automático como padrão. Esta unidade de conversor de torque e de três marchas foi desenvolvida pela própria Renault e era notável por ser controlada eletronicamente (em vez de hidraulicamente). Ela já estava disponível no Renault 16 há alguns anos, e nos cupês 15/17 desde vários meses antes.
Toda a linha foi restilizada em 1975 com uma grade simplificada, novas lanternas traseiras e painel. O sucessor do Renault 12, o Renault 18, foi lançado em 1978, mas a produção francesa do Renault 12 continuou por mais dois anos, apesar da popularidade instantânea de seu sucessor.

## Pelo mundo
O 12 era um carro global, produzido em pelo menos uma dúzia de países e comercializado em todos os continentes. Foi até mesmo a base para o GNW Duiker, um conversível esportivo natimorto com uma carroceria de fibra de vidro, concebido como o início de um projeto de carro nacional da Rodésia. Os banqueiros discordaram e o plugue foi puxado no final de 1972. Alguns exemplos parecem ter sido produzidos.

### Romênia

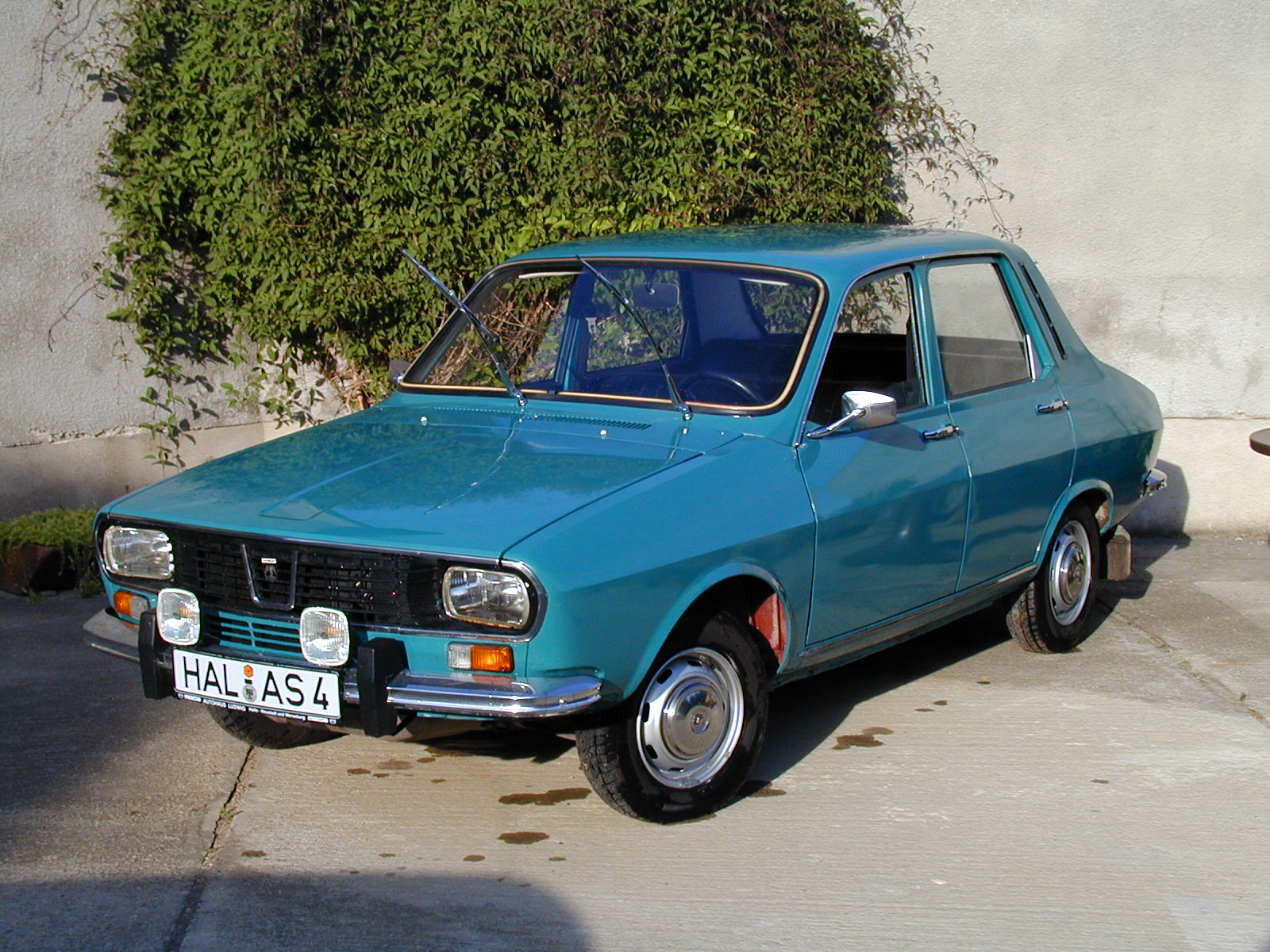
Dacia 1300 1973

A Dacia adquiriu as ferramentas e os designs básicos do Renault 12 e o fabricou em vários estilos de carroceria na Romênia, como o Dacia 1300, entre 1969 e 1979. Além disso, o sucessor deste carro, chamado Dacia 1310, foi baseado no Dacia 1300. A produção do 1310 começou em 1979 e parou em 2004.
Nos 35 anos de produção houve a fabricação de um total de 1.959.730 veículos mais, entre 1975 e 2006, um total de 318.969 veículos pertencentes à linha que veio a ser conhecida sob o nome genérico de Dacia Pick-Up.

### Turquia

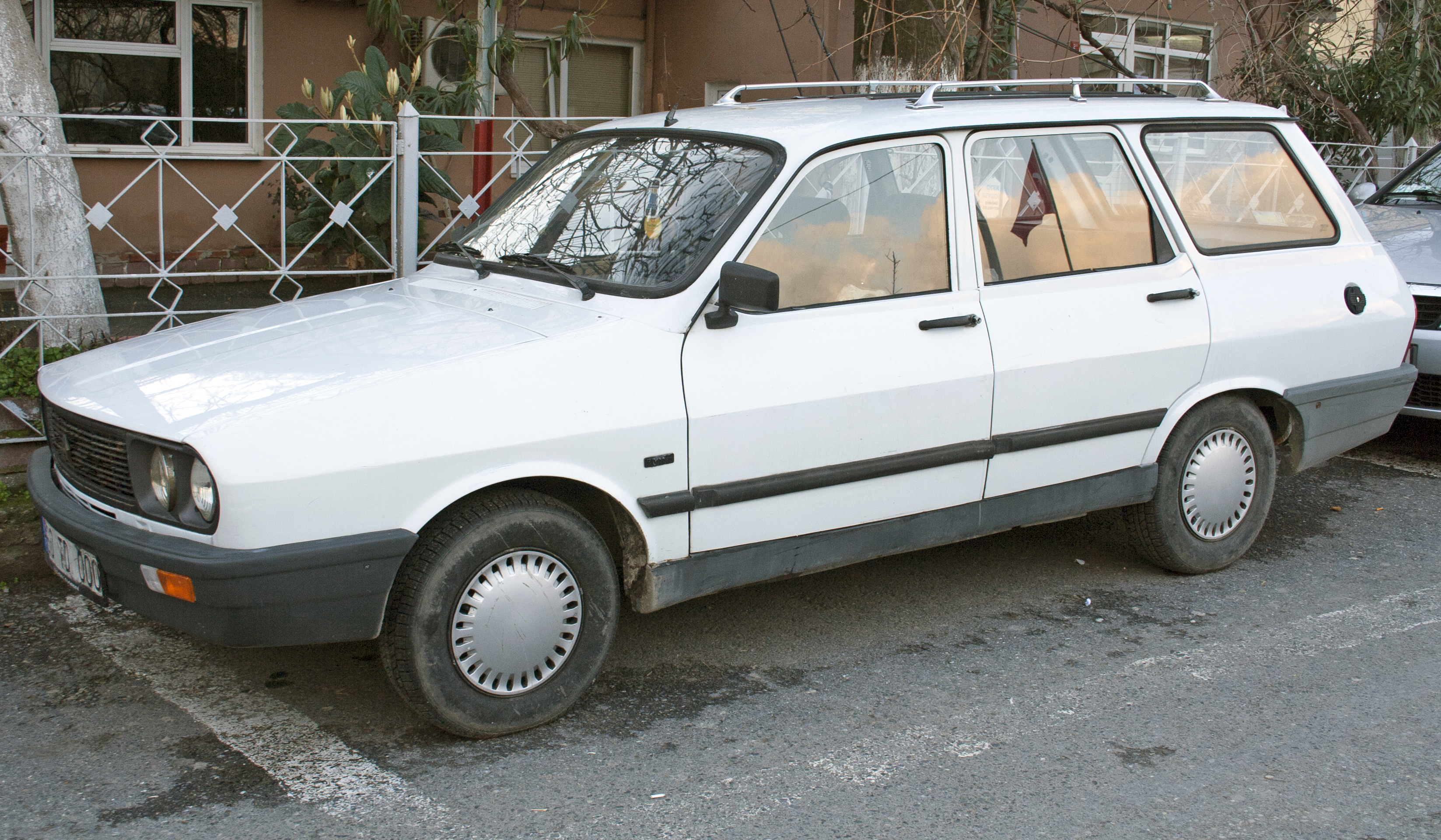
Renault 12TSW Toros (perua) de fabricação turca

Um carro baseado no Renault 12 foi feito na Turquia pela Oyak-Renault entre 1971 e 2000. Os modelos anteriores eram semelhantes ao R12 original, então o carro passou por uma reestilização em 1989 e foi comercializado sob o nome Renault Toros até ser descontinuado devido aos padrões de emissões europeus mais rigorosos que entraram em vigor. O nome "Toros" tem uma etimologia dupla: uma é os montes Tauro, a outra é a designação do submodelo TS. Vendido como um sedã ou uma perua (TSW), ele tem um motor C1J (Cléon) carburado de 1,4 litro com 61,5 PS (45 kW; 61 hp) e tinha uma transmissão de quatro ou cinco marchas.
O Renault 12 é o primeiro automóvel fabricado na Turquia a ser exportado para o exterior e começou a ser exportado para o Líbano em 1973. Os Renault 12 fabricados na Turquia também foram exportados para Argélia, Azerbaijão, Congo, Gabão, Costa do Marfim, Mali, Mauritânia, Marrocos, Chipre do Norte, Níger, Senegal, Togo, Tunísia e Alto Volta.

### Austrália

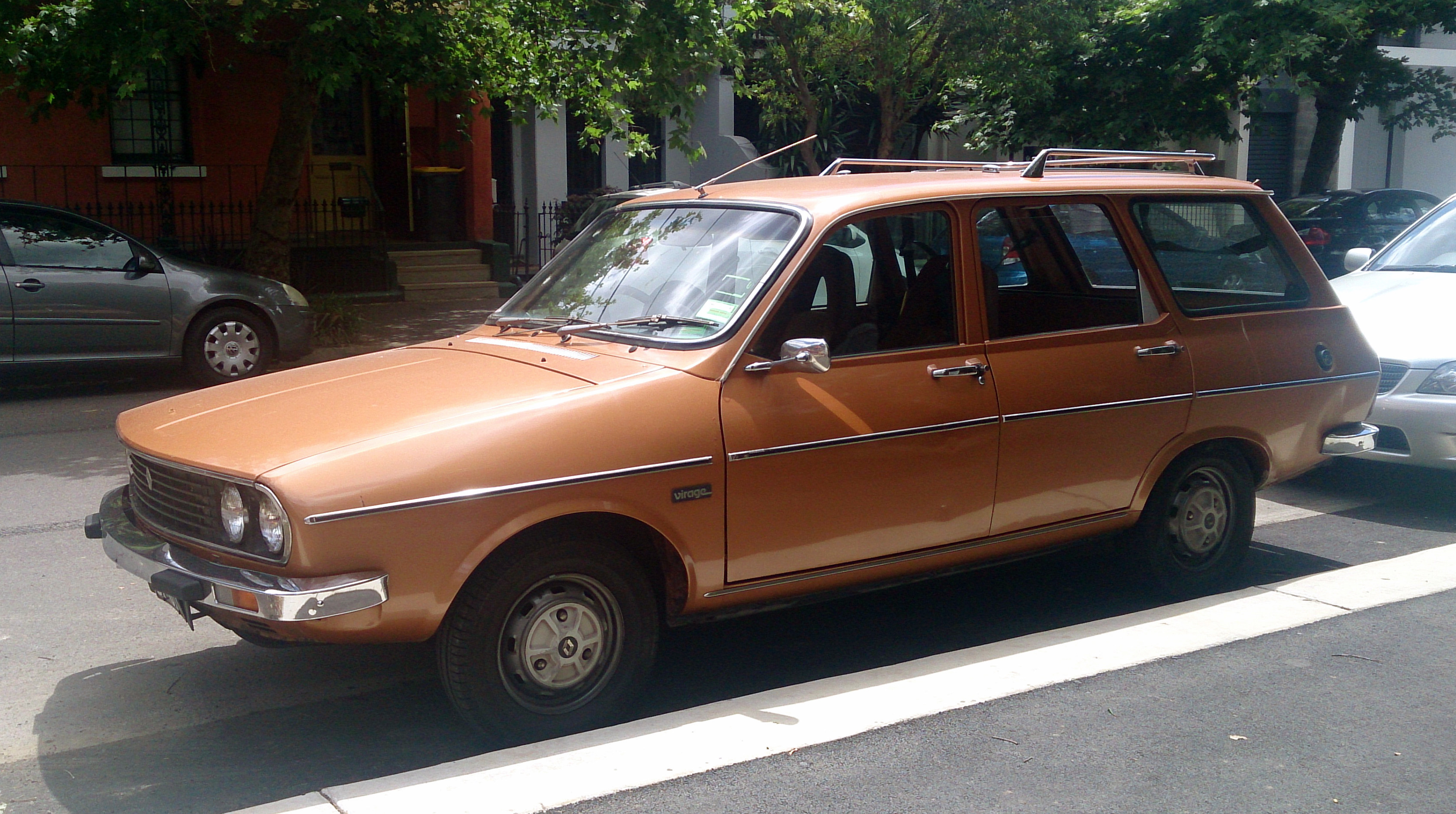
Renault Virage Wagon (Austrália)

O Renault 12 ganhou o prêmio Carro do Ano da revista Wheels da Austrália em 1970. Ele foi produzido na fábrica de montagem da Renault Austrália no subúrbio de Heidelberg, em Melbourne, a partir de kits CKD. Vários componentes, como assentos, foram adquiridos localmente.
A linha australiana geralmente seguia os modelos do Reino Unido, incluindo a reestilização (que chegou em 1976), mas, a partir de 1971, quando novas Regras de Design Australianas foram introduzidas, teve que ter um mecanismo de limpador local especial com um padrão convencional de direção à direita (estacionamento no lado do passageiro). Isso também afetou os modelos Peugeot 504 e Triumph 2.5 montados localmente. Em meados da década de 1970, o conteúdo de peças locais aumentou para representar cerca de cinquenta por cento.
Em outubro de 1976, o motor de 1.289 cc foi substituído por uma versão de maior capacidade de 1.397 cc; o novo modelo foi comercializado como Renault 1.4 Litre, às vezes chamado simplesmente de "Renault 1.4". Este modelo incorporou a mesma reestilização introduzida na França no início do ano, com uma nova grade e painel. O motor 1.4 até então era reservado para os mercados sueco e canadense e estava equipado com vários equipamentos de controle de emissões, permitindo que ele atendesse aos novos requisitos de emissões ADR27A. Embora mais pesado do que o Renault 12XL de 1,3 litro, a potência também aumentou em cerca de dez por cento, com números de torque de até 13 por cento. Ele produzia modestos 49 kW (66 cv) a 5750 rpm, com uma velocidade máxima de 150 km/h e seu consumo era de cerca de 11 km/L em direção mista. O sedã Renault 1.4 pesava 920 kg, enquanto a perua era um pouco mais pesada.
Em maio de 1978, ele foi renomeado novamente e se tornou o Renault Virage. Este era idêntico ao 12, sem alterações no motor ou desempenho, mas incorporou faróis redondos duplos. A produção na Austrália terminou em 1980.

### Nova Zelândia
O Renault 12 foi montado a partir de kits CKD na própria fábrica de montagem do importador Campbell Group em Thames, Nova Zelândia, que mais tarde se tornou uma fábrica da Toyota NZ e agora é usada para recondicionar carros usados importados do Japão. Os 12s montados pela Campbell tinham cerca de 50 por cento de conteúdo local (vidro, estofamento, pneus, carpete, tinta, radiador, bateria, etc.). Um nível de acabamento estava disponível e tanto sedãs quanto peruas foram feitos.

### Iugoslávia
Em 1972, a Renault fez uma parceria estratégica com o fabricante iugoslavo IMV de Novo Mesto, República Socialista da Eslovénia, que anteriormente produzia vários modelos da Austin Motor Company, para começar a produzir, além do Renault 4, também o Renault 12, o Renault 16, o Renault 18 e o Renault 5 para o mercado iugoslavo.

### América do Norte
No Canadá, o Renault 12 foi montado localmente pela SoMA em Québec a partir de kits CKD de 1970 até o verão de 1973. Nos dois primeiros anos de produção, os carros tinham pequenas luzes de marcação laterais, faróis retangulares Cibié e o motor SAE bruto de 60 HP de 1289 cc com carburador Solex de cilindro único. O jornal La Presse relatou em 1970 que alguns 12 Gordinis também foram importados para o Canadá antes que os controles de emissão mais rigorosos de 1972 entrassem em ação. A partir de então, o Renault 12 foi importado totalmente produzido da França e equipado com o motor todo em alumínio de 1647 cc e 4 faróis de feixe selado de 150 mm. A partir do final de 1977, o Canadá recebeu um motor de 1,4 litro, o mesmo que também era usado na Suécia, para atender a padrões de emissões mais rigorosos do que aqueles usados na maioria dos mercados europeus. A potência era de 66,5 cv (50 kW; 67 PS) SAE Bruto a 5000 rpm. O R12 vendido no Canadá estava disponível nas versões base, L, TL ou GTL, bem como uma Station Wagon (amplamente equivalente ao acabamento TL). O L, TL e Station Wagon também estavam disponíveis com transmissão automática. No total, 25.662 Renault 12 foram vendidos no Canadá: 1477 modelos básicos de 1973-1976; 3935 modelos 12L entre 1970 e 1976; 10.270 modelos 12 TL/GTL entre 1970 e 1976; 1731 12L Automáticos entre 1971 e 1976; 2004 12TL Automáticos entre 1971 e 1976; 4029 R12 Station Wagons entre 1971 e 1976; 1300 R12 Automatic Station Wagons entre 1971 e 1976; e finalmente apenas 916 R12 Nordic sedãs e peruas em 1977-1979. Os dados anteriores de M.C. Fertey, ex-chefe da Renault Canada Ltée, não incluem números por modelo para 1978, mas cerca de 900 R12 Nordics foram provavelmente vendidos naquele ano. A edição especial "Nordic" somente para o Canadá estava disponível em 1978 e 1979, e destacava as semelhanças entre os mercados canadense e escandinavo. A propaganda da época mencionava o motor compartilhado de 1,4 litro e oferecia equipamentos para o mercado escandinavo, como lavadores de faróis e para-lamas internos dianteiros de alumínio desenvolvidos na Finlândia. Esta versão estava disponível apenas em Azul Metálico, com acabamento em madeira falsa no modelo Station Wagon. As vendas nos últimos anos foram fracas, com 654 Renault 12s vendidos no Canadá em 1979, 225 em 1980 e 37 carros finais entregues em 1981.
O Renault 12 para o mercado dos Estados Unidos foi apresentado no Bois de Boulogne em maio de 1971, seguido por uma apresentação para revendedores americanos da Renault no Doral Country Club, perto de Miami, logo depois. O R12 federalizado originalmente só veio como um sedã TL ou uma Station Wagon (a primeira perua a ser vendida pela Renault nos EUA), mas depois uma versão básica simples e as linhas de acabamento 12 L foram adicionadas. Eles variaram de preço do introdutório US$ 2195 a US$ 4498 para a Station Wagon final. Os modelos dos EUA diferem em seus faróis quádruplos e luzes de marcação laterais, bem como por ter uma saliência no capô para limpar o motor maior e seu hardware de emissões associado.
O 12 era um carro um pouco maior do que a maioria das importações europeias, e o layout longitudinal da tração dianteira contrastava com a maioria. O motor, uma unidade de 1565 cc toda em alumínio com camisas de cilindro de aço, era compartilhado com o Renault 16 e era específico para o mercado dos EUA, embora o 12 recebesse um carburador Solex de dois cilindros e um pouco mais de potência. A potência era originalmente de 73 hp (54 kW; 74 PS) SAE a 5000 rpm com uma taxa de compressão de 8,6:1. Em 1973, o motor foi atualizado para a versão maior de 1647 cc com um carburador de cilindro único, apresentando cabeçotes hemisféricos, embora a potência tenha diminuído para 69 hp (51 kW; 70 PS) na mesma velocidade do motor, pois as regulamentações de emissões foram reforçadas. Em 1974, a taxa de compressão caiu para 7,5:1, com a potência caindo para 65 hp (48 kW; 66 PS). Para o ano modelo de 1976, um carburador de dois cilindros e uma taxa de compressão um pouco maior significavam que 72 hp (54 kW; 73 PS) estavam em oferta, enquanto um modelo GTL mais luxuoso encabeçava a linha. As vendas eram marginais devido à crescente popularidade das importações japonesas, com sua crescente reputação de confiabilidade e operação econômica. O Renault 12 foi introduzido no final do ano modelo de 1971, com vendas continuando até 1977.

### América do Sul

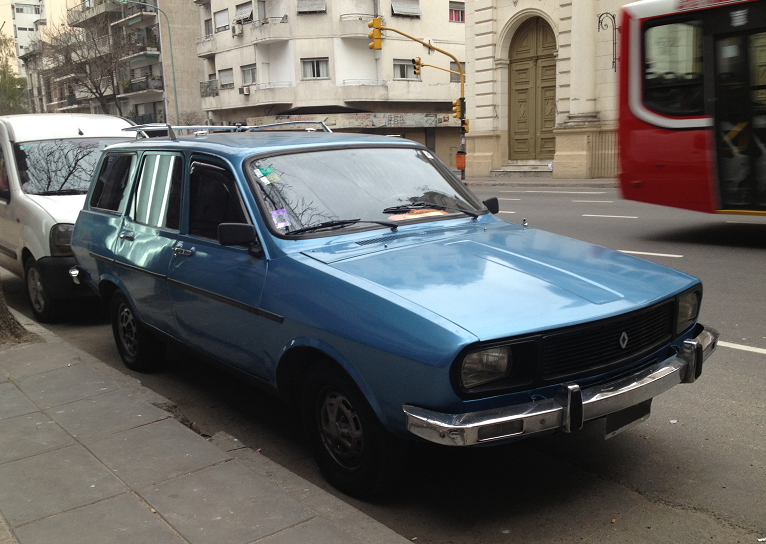
Renault 12 Estate posterior na Argentina

No Brasil, uma versão do 12 foi vendida como Ford Corcel e depois como Ford Del Rey, quando a Ford do Brasil adquiriu a fábrica e os direitos de produção do carro da Willys-Overland, que havia desenvolvido em conjunto a versão brasileira com a Renault no final dos anos 1960. O Corcel foi de fato lançado no Brasil em 1968, antes do Renault 12 ser lançado na França.
O Renault 12 era popular na Argentina e na Colômbia, durante as décadas de 1970 e 1980. Na Colômbia, este carro foi montado na fábrica da Renault SOFASA entre 1973 e 1981, a partir de CKDs que vieram da Argentina e da França. Na Argentina, as versões locais foram feitas na fábrica "Santa Isabel" da Renault Argentina na província de Córdoba. A produção ocorreu de novembro de 1971 ao mesmo mês de 1994. A Break foi produzida de 1973 a 1992; o total de ambos os estilos de carroceria foi de cerca de 450.000 unidades.
Os trens de força começaram com 1.289 cc, mudando efetivamente para 1.397 cc para todas as versões em 1977, com um último aumento no diâmetro e curso em 1992, atingindo 1.565 cc. No Brasil, a Ford ofereceu uma versão similar de 1.555 cc com seu Corcel II em 1980, que mais tarde ofereceu uma versão a etanol deste motor com uma taxa de compressão de 12:1. As caixas de câmbio eram manuais de quatro velocidades até 1988, e caixas de cinco velocidades depois disso. O R12 tinha um status ligeiramente mais alto neste país do que em outros lugares, dado o fato de que a linha de carros Renault argentinos era estreita na época (R4, R6 e Renault Torino). Isso fez com que a fábrica adicionasse extras como ar condicionado e estofamento de qualidade para diminuir a diferença entre este carro e o Torino até a chegada do R18 em 1982. Por esse mesmo motivo, praticamente todos os modelos perua (Break) foram produzidos com os recursos mecânicos e de conforto do TS.
O Renault 12 argentino também viu sucesso em competições na América do Sul, com uma vitória celebrada na classe (até 1.600 cc) na Maratona Sul-Americana de 1978 com o piloto argentino Jorge Recalde e o copiloto Jorge Baruscotti. Recalde terminou antes de qualquer um dos carros na categoria de dois litros, e os Renault 12s ocuparam as seis primeiras posições em sua categoria.
Renault 12 Alpine

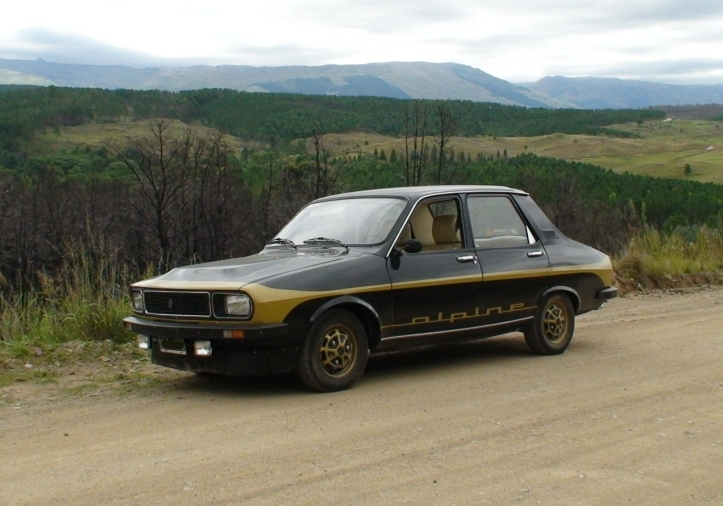
R12 Alpine

O R12 Alpine era uma versão esportiva projetada para melhorar a imagem da marca em ralis locais. As principais características eram o motor de 1397 cc do R5 Alpine (produzido localmente com peças importadas), capô de fibra de vidro bulboso, suspensão ajustada para competição e esquemas de pintura personalizados. O motor produzia 110 PS (81 kW; 108 hp), dando ao Alpine uma velocidade máxima de cerca de 175 km/h. A nova suspensão também era tão boa quanto o motor, sendo classificada na época como "excelente" e "anda como nos trilhos" (REVISTA CORSA). A Renault não estava interessada em produção em volume, no entanto, e apenas 493 unidades foram feitas entre 1977 e 1980 (vendidas a partir de 1978). Além disso, o processo de produção manual do Alpine e as peças importadas fizeram com que custasse cerca de 40% a mais do que a versão TL básica. Peças do R12 Alpine eram algumas vezes usadas por R12 TS de rali, pois davam ao carro características bastante desejáveis, mas, assim como o próprio R12 Alpine, essas peças eram raras.